# Giovanni Zucchi (canottiere)
Giovanni Zucchi (Mandello del Lario, 14 agosto 1931 – Mandello del Lario, 19 gennaio 2021) è stato un canottiere italiano.

## Biografia
Fu medaglia di bronzo nel quattro con ai Giochi olimpici di Roma 1960. L'equipaggio era composto anche da Romano Sgheiz, Franco Trincavelli, Fulvio Balatti e Ivo Stefanoni (timoniere). 
Ai Giochi del Mediterraneo di Napoli 1963 vinse la medaglia d'oro assieme ai connazionali Fulvio Balatti, Luciano Sgheiz e Romano Sgheiz.
Vinse in carriera anche sette medaglie agli europei, di cui cinque d'oro.

## Palmarès
| Anno | Manifestazione          | Sede       | Evento  | Risultato | Note  |
| ---- | ----------------------- | ---------- | ------- | --------- | ----- |
| 1954 | Campionati europei      | Amsterdam  | 4 senza | Oro       | [ 3 ] |
| 1956 | Campionati europei      | Bled       | 4 senza | Oro       | [ 3 ] |
| 1957 | Campionati europei      | Duisburg   | Otto    | Oro       | [ 3 ] |
| 1958 | Campionati europei      | Poznań     | Otto    | Oro       | [ 3 ] |
| 1960 | Giochi olimpici         | Roma       | 4 con   | Bronzo    |       |
| 1961 | Campionati europei      | Praga      | Otto    | Oro       | [ 3 ] |
| 1963 | Campionati europei      | Copenaghen | 4 senza | Argento   | [ 3 ] |
| 1963 | Giochi del Mediterraneo | Napoli     | 4 senza | Oro       | [ 2 ] |
| 1964 | Campionati europei      | Amsterdam  | 4 senza | Bronzo    | [ 3 ] |